# 库特内国家森林
库特内国家森林（英語：Kootenai National Forest）是一座美国国家森林，位于蒙大拿州的西北部、爱达荷州狭长地带的东北端，靠近美加邊界。在这片2.2 × 106英畝（8,900平方）、由联邦政府控制的森林资源中，只有3%位于爱达荷州境内。森林的行政中心位于蒙大拿州利比，此外在尤里卡、福泰恩、利比、特劳特克里克和特洛伊各自设有巡逻站。卡比尼特山区占地94,272英畝（381.51平方），其中大约53%位于森林内，剩下的则处于临近的卡尼克苏国家森林中。

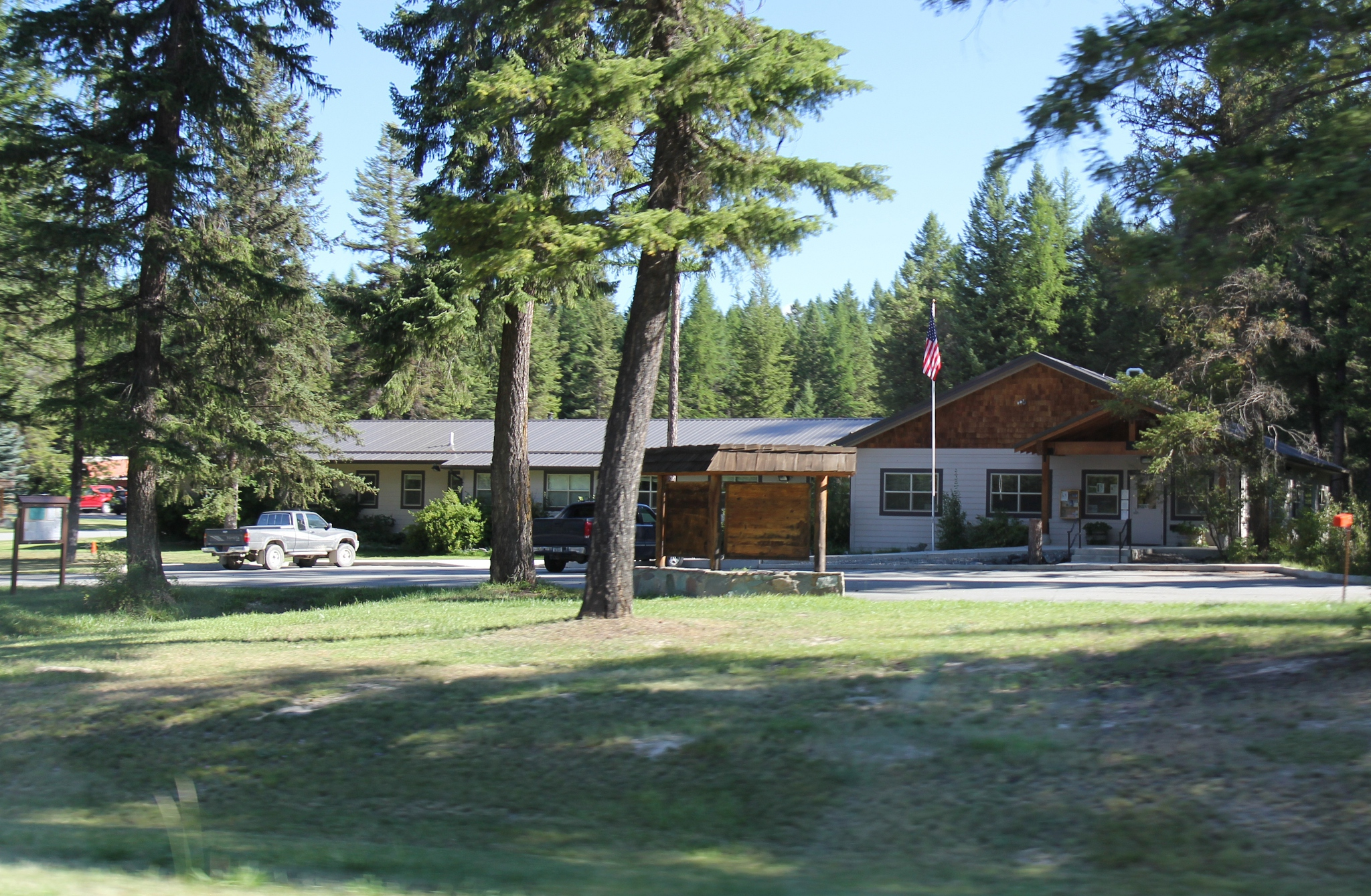
Murphy Lake旁的巡逻站

卡比尼特山区内的斯诺舒峰高8,738英尺（2,663），是森林第一高峰。森林内还有怀特菲什山脉（the Whitefish）、普塞爾山脈、比特鲁特山脉、萨利什山脉和卡比尼特山脉。